# Johannes Behr (Geologe)
Julius Paul Johannes Behr (* 22. Juni 1875 in Langenberg; † 1973) war ein deutscher Geologe. Er war Abteilungsleiter für praktische Geologe an der Preußischen Geologischen Landesanstalt und zuletzt am Reichsamt für Bodenforschung.

## Leben
Er wurde als Sohn des Superintendenten und Oberpredigers Ernst Behr und dessen Ehefrau Adeline geb. Cloeter in Langenberg bei Gera geboren und wuchs in Buttstädt auf. Nach dem Besuch des Wilhelm-Ernst-Gymnasiums in Gera und des Gymnasiums in Weimar studierte er an der Universität Jena. Er promovierte zum Dr. phil. und war zunächst als Assistent am Mineralogischen Institut Jena tätig. Im Jahre 1903 erhielt Johannes Behr eine Anstellung als außeretatmäßiger Geologe an der Preußischen Geologischen Landesanstalt in Berlin, wo er im Jahre 1934 Direktor wurde, nachdem er 1912 bereits zum Königlichen Bezirksgeologen ernannt worden war. Daneben war er Mitglied der Prüfungskommission für geologische Staatsexamen. Mit der Schließung der Landesanstalt 1939 wurde er an die Reichsstelle für Bodenforschung übernommen, aus der 1941 das Reichsamt für Bodenforschung wurde. 1937 wird er als Professor für Angewandte Geologie für Wirtschaft und Technik bezeichnet.
Johannes Behr war Mitglied des Deutschen Geologischen Gesellschaft und der Deutschen Keramischen Gesellschaft. Er lebte in Berlin-Friedenau.

## Familie
Johannes Behr heiratete 1908 in Ostheim an der Rhön Elsa geborene Heister. Aus der Ehe ging der Sohn Hans-Heinrich (* 1909; † 1997) hervor.

## Schriften (Auswahl)
- Die Urbettung der Glatzer Neisse und Freiwaldauer Biele. Preußische Geologische Landesanstalt, Berlin 1932.